# Kincaid (Kansas)
Kincaid – miasto położone w hrabstwie Anderson.